# デヴィッド・グラフ
デヴィッド・グラフ（David Graf、1950年4月16日 - 2001年4月7日）は、アメリカ合衆国オハイオ州生まれの俳優である。

## 来歴
俳優として知られたグラフは、1950年にオハイオ州に生まれる。その後演劇に興味を持ち始め、オハイオ州の大学で演劇を専攻。その後オハイオ州立大学へも通うが、仕事に専念するために中退している。1979年にパティ・デュークらと共にテレビ番組へ出演。1980年以後は、徐々にテレビドラマなどへ出演してキャリアを重ねていく。
1981年には念願の映画デビューも果たし、1984年には人気コメディシリーズ『ポリスアカデミー』へも出演。同作品では、異様な武器マニアの警官タックルベリーを演じている。その後もコメディショーやシットコムなどへ出演した。
2001年に、51歳を間近に心臓発作で死去。

## 出演作品

### 映画
- フォー・フレンズ/4つの青春 Four Friends (1981)
- ポリスアカデミー Police Academy (1984)
- ペーパー・ファミリー Irreconcilable Differences (1984)
- ポリスアカデミー2/ 全員出動 Police Academy 2: Their First Assignment (1985)
- ポリスアカデミー3/ 全員再訓練 Police Academy 3: Back in Training (1986)
- ポリスアカデミー4/ 市民パトロール Police Academy 4: Citizens on Patrol (1987)
- ポリスアカデミー5/ マイアミ特別勤務 Police Academy 5: Assignment: Miami Beach (1988)
- ウィッチ/ 魔女狩り Love at Stake (1988)
- 新ポリスアカデミー/ バトルロイヤル Police Academy 6: City Under Siege (1989)
- リアル・キックボクサー American Kickboxer 2 (1993)
- 不機嫌な赤いバラ Guarding Tess (1994)
- ポリスアカデミー '94/ モスクワ大作戦!! Police Academy: Mission to Moscow (1994)
- ゆかいなブレディ一家/我が家がイチバン The Brady Bunch Movie (1995)
- 英雄の条件 Rules of Engagement  (2000)

### テレビドラマ
- 爆発!デューク The Dukes of Hazzard (1981)
- マッシュ M*A*S*H (1982)
- 特攻野郎Aチーム The A-Team (1983)
- 探偵ハード&マック Hardcastle and McCormick (1984)
- リップタイド探偵24時 Riptide (1984)
- 超音速攻撃ヘリ エアーウルフ Airwolf (1984)
- フェリスはある朝突然に Ferris Bueller (1990)
- タイムマシーンにお願い Quantum Leap (1991)
- 天才少年ドギー・ハウザー Doogie Howser, M.D. (1991)
- となりのサインフェルド Seinfeld (1992)
- 新スーパーマン Lois & Clark: The New Adventures of Superman (1995)
- スタートレック:ヴォイジャー Star Trek: Voyager (1995)
- スタートレック:ディープ・スペース・ナイン Star Trek: Deep Space Nine (1997)
- 犯罪捜査官ネイビーファイル JAG (1999)
- Dr.マーク・スローン Diagnosis Murder (2000)
- ザ・ホワイトハウス The West Wing (2000, 2001)
- サン・オブ・ザ・ビーチ Son of the Beach (2001)